# Запятнанные ангелы
«Запятнанные ангелы» — американский художественный фильм Дугласа Сирка по мотивам романа Уильяма Фолкнера «Пилон». Премьера фильма состоялась в Лондоне в ноябре 1957 года, в США фильм был показан в январе 1958 года.

## Сюжет
Действие происходит в Новом Орлеане во времена Великой Депрессии. В дни празднования Марди Гра в аэропорту проводится воздушный праздник. Молодой журналист Бёрк Девлин, освещающий мероприятие, знакомится с лётчиком Роджером Шуманом, его женой Лаверной Шуман, их 9-летним сыном Джеком и механиком Шумана Джиггсом. Узнав, что им негде переночевать, Девлин приглашает их к себе домой. Заинтересовавшись жизнью авиаторов, он долго беседует с Лаверной, постепенно всё больше вовлекаясь во взаимоотношения в их трио.
Оказывается, что Лаверна ещё школьницей услышала о лётчике Роджере Шумане, участвовавшем во время войны в воздушных боях во Франции. Позже она познакомилась с ним и Джиггсом и стала выступать на шоу как парашютистка. Полюбив Шумана, она долго страдала от его напускного равнодушия. Когда оказалось, что она ждёт ребёнка, Шуман предлагает Джиггсу бросить кости и, выиграв, женится на Лаверне, хотя и продолжает относиться к ней прохладно. Джиггс же, давно симпатизирующий Лаверне, втайне страдает из-за того, что ей не хватает внимания мужа.
На следующий день самолёт Шумана во время гонки сталкивается с самолётом, принадлежащим богачу Мэтту Орду, в итоге пилот Орда Фрэнк гибнет, а самолёт Шумана ломается. Чтобы побороться за крупный приз на следующей гонке, Шуману нужен новый самолёт. Поняв, что Орда привлекает Лаверна, Шуман ночью просит её пойти к Орду и любой ценой добиться, чтобы Орд дал Шуману самолёт для участия в гонке. Самолёт неисправен, но Шуман заставляет Джиггса всю ночь ремонтировать его. Девлин, узнав о том, куда Шуман посылает Лаверну, не пускает её и сам уговаривает Орда предоставить Шуману самолёт.
К утру Джиггсу и Шуману удаётся наладить мотор самолёта. Коря себя за то, что он посылал Лаверну к Орду, Шуман обещает жене, что это будет его последний полёт, а потом они на вырученные деньги начнут новую более спокойную жизнь. Во время гонок Шуман вырывается вперёд, однако мотор отказывает. Чтобы не упасть на поле, где есть зрители, он направляет самолёт в озеро и гибнет, его тело не находят. После поминок по Шуману Орд предлагает Лаверне содержание, обещая дать образование её сыну. Лаверна близка к тому, чтобы согласиться, однако Девлин убеждает её не идти на унижение, а вернуться с сыном в её родные края, по которым она давно скучает. Лаверна следует его совету и улетает с Джеком.

## В ролях
- Рок Хадсон — Бёрк Девлин
- Роберт Стэк — Роджер Шуман
- Дороти Мэлоун — Лаверна Шуман
- Джек Карсон — Джиггс
- Кристофер Олсен — Джек Шуман
- Роберт Миддлтон — Мэтт Орд
- Трой Донахью  — Фрэнк Бёрнам
- Алан Рид — полковник Файнман

## Отличия от романа
Сюжет фильма имеет множество отличий от романа. Так, только в фильме Шуман представлен как участник первой мировой войны, с которым Лаверна мечтала познакомиться ещё в юности. Персонаж Джиггса в фильме является объединением двух персонажей книги (Джиггса и Джека Холмса). Возраст мальчика увеличен по сравнению с книгой, где ему шесть лет. В романе репортёр и Лаверна почти не разговаривают и между ними не существует каких-либо намёков на романтические отношения, как в фильме. Также изменена сюжетная линия, связанная с Мэттом Ордом: в книге Шуман не пытался подослать к нему жену, а после гибели Шумана Орд не предлагал ей содержание. Концовка фильма изменена по сравнению с романом, в котором Лаверна уезжает с парашютистом Холмсом, оставляя мальчика пожилому отцу Шумана.

## Критика
Отзывы о фильме были неоднозначными. Так, автор книге о Сирке Джон Хэлидей назвал фильм выдающимся и «лучшим воплощением фолкнеровских произведений на экране», тогда как по мнению Полин Кейл «это плохой фильм, и хотя понятно, что он плох, смесь из совершенного стиля и мелодраматических эффектов удерживает зрителя у экрана».
Встречается утверждение о том, что сам Фолкнер считал «Ангелов» лучшей из экранизаций его произведений, превосходящей к тому же и сам роман. Связывают это с тем фактом, что в фильме особое внимание уделено лётчикам Первой мировой войны, ставшими «лишними» в мирной жизни. Тем не менее, прямого указания на то, что Фолкнер считал именно так, нет. В одной из бесед он отметил, что смотрел этот фильм и что тот «неплохой, вполне честный. Но надо признать, что я не нашёл там ничего из того, что я вложил (в роман)».
Райнер Вернер Фассбиндер, интересовавшийся творчеством Сирка, включил отзыв о фильме в своё эссе «Шесть фильмов Дугласа Сирка».